# Jean-Louis Piérot
Jean-Louis Piérot, né en 1965 à Soissons, est un réalisateur, mixeur, musicien, arrangeur et compositeur français. 

## Biographie
Jean-Louis Piérot est élève du conservatoire de Grenoble. Il crée en 1985 le groupe Les Max Valentin avec Édith Fambuena, groupe qui sera reformé en 1989 sous le nom plus connu Les Valentins. Les Valentins se sépareront en 2003.
Il a réalisé, coréalisé, ou composé  des albums pour Étienne Daho, Miossec, Alain Bashung (il cosigne au sein des Valentins la musique de (e.a.) La nuit je mens), Renan Luce, Yves Simon, Tété, Kaolin, Joseph d'Anvers, Hubert-Félix Thiéfaine, Jacno, Brigitte Fontaine, Bertrand Soulier, Debout sur le zinc, Bénabar, Oldelaf, Riké, Aline, Calypso Valois, Yan Wagner, Maissiat, Jane Birkin, etc. Il a également réalisé et arrangé Le Soldat rose 2, composé par Francis Cabrel.